# Icecast
icecast是以自由软件形式由Xiph.Org基金會发布的流媒体项目。它也可以专门指代其服务器程序。icecast是由杰克·莫菲特和Barath Raghavan于1998年12月至1999年1月，开发的一个音频流媒体服务器。该服务器开放源代码，任何人都可以修改，使用或者加工。Alexander Haväng也曾经是该产品的首席架构师。第2版于2001年开始重写，旨在支持多种流媒体格式（最初的目标只是对Ogg Vorbis的支持）和提高可扩展性。

## 技术细节
icecast服务器能够支持播放以下流格式：标准HTTP上的Vorbis格式，Theora格式，基于SHOUTcast协议上的MP3格式，AAC（Advanced Audio Coding）格式，NSV格式。（对于Theora格式，AAC和NSV的只支持2.2.0和更新版本。）Icscast客户端使用外部程序，用来产生流媒介。Icecast项目中，现在已经包含了这个客户端程序，称之为ICES程序。该程序用于音频生成（如工作室），而Icecase服务器则运行在能够提供了大量带宽的地方（例如：托管中心）。
和Nullsoft开发的专有媒体服务器程序Shoutcast相比，Icecast均支持类似的功能。